# Kopitarjeva ulica, Ljubljana
Kopitarjeva ulica je ena izmed ulic v Ljubljani.

## Zgodovina
Leta 1892 je občinski svet preimenoval dotedanjo Vodnikovo ulico v Kopitarjevo ulico, po slovenskemu slavistu Jerneju Kopitarju.

## Urbanizem
Kopitarjeva ulica poteka od križišča s Adamič-Lundrovim nabrežjem, Zmajskim mostom in Poljanskem nasipu do križišča s Krekovim trgom, Kapiteljsko ulico in Poljansko cesto.
Ob cesti se nahaja Pravna fakulteta v Ljubljani, uredništvo Dnevnika,...

## Javni potniški promet
Na Kopitarjevi ceste potekajo trase mestnih avtobusnih linij št. 2, 13, 20 in 20Z. Na celotni cesti so tri avtobusna postajališča.

### Postajališči MPP
| postajališče        | št. linije  |
| ------------------- | ----------- |
| 501031 Krekov trg   | 2           |
| 501021 Zmajski most | 13, 20, 20Z |

| postajališče      | št. linije |
| ----------------- | ---------- |
| 501032 Krekov trg | 2          |